# Helena Kantakouzene
Helena Kantakouzene, född 1333, död 1396, var en bysantinsk kejsarinna, gift 1347 med Johannes V Palaiologos. Hon var regent för sin frånvarande son Manuel II år 1393.

## Biografi
Helena Kantakouzene var dotter till kejsar Johannes VI Kantakouzenos och Irene Asanina och blev gift 1347 som en del av fredsöverenskommelsen mellan sin far och maken.
År 1376 avsattes hennes man av deras son Andronikos IV med stöd av Republiken Genua. Helena hölls då i förvar med större delen av kejsarfamiljen. Andronikos hade försökt avsätta Johannes första gången 1373 i samarbete med Murad I:s son Savci Bey, i en gemensam plan att avsätta bådas fäder. Han motarbetades därför förutom av Republiken Venedig av Murad, som 1379 återinstallerade Johannes.
Andronikos flydde då till det genuesiska Galata, där han befann sig i fortsatt konflikt med Johannes till sin död 1385. Han tog med sig Helena som gisslan; hon frigavs först 1381. Johannes avsattes en andra gång tillfälligt av sin sonson, Andronikos son Johannes VII år 1390.
Helena blev efter makens död nunna i Hagia Martha under namnet Hypomone, som betyder Tålamod.  